# Run to You
Run to You (engl. für: Renne zu dir) ist ein Lied von Bryan Adams, das von ihm und Jim Vallance geschrieben wurde. Es erschien im Jahr 1984 auf dem Album Reckless.

## Entstehung
Das Lied wurde am 10. Januar 1983 geschrieben. Der Titel wurde von Blue Öyster Cult und 38 Special abgelehnt, bevor er Bryan Adams angeboten wurde.
Nach einer Tour in Asien begann Bryan Adams die Arbeit am Album Reckless. Die Aufnahmen von Run to You begannen am 27. März 1984 in den Little Mountain Sound Studios in Vancouver, Kanada.
Die Veröffentlichung fand am 18. Oktober 1984 statt. Das Lied fand bislang auf jeder Kompilation des Sängers Berücksichtigung.

## Musikvideo
Die Regie für das Musikvideo wurde von Steve Barron geführt, es wurde in London und Los Angeles gedreht. Der Großteil des Musikvideos zeigt Ausschnitte aus einem Bryan-Adams-Konzert, dazwischen sieht man Bryan Adams im Schnee und Regen das Lied spielen. Im Clip spielte auch die Schauspielerin Lysette Anthony mit.
1985 wurde es für die MTV Video Music Awards in mehreren Kategorien nominiert, unterlag aber in den meisten Fällen Don Henleys Klassiker The Boys of Summer.

## Kommerzieller Erfolg

### Chartplatzierungen
| ChartsChartplatzierungen       | Höchstplatzierung | Wochen |
| ------------------------------ | ----------------- | ------ |
| Kanada (MC)                    | 4 (23 Wo.)        | 23     |
| Vereinigte Staaten (Billboard) | 6 (19 Wo.)        | 19     |
| Vereinigtes Königreich (OCC)   | 11 (13 Wo.)       | 13     |

| ChartsJahrescharts (1985)      | Platzierung |
| ------------------------------ | ----------- |
| Vereinigte Staaten (Billboard) | 66          |

### Auszeichnungen für Musikverkäufe
| Land/Region                  | Auszeichnungen für Musikverkäufe (Land/Region, Auszeichnung, Verkäufe) | Verkäufe |
| ---------------------------- | ---------------------------------------------------------------------- | -------- |
| Dänemark (IFPI)              | Gold                                                                   | 45.000   |
| Kanada (MC)                  | Gold                                                                   | 50.000   |
| Vereinigtes Königreich (BPI) | Platin                                                                 | 600.000  |
| Insgesamt                    | 2× Gold · 1× Platin ·                                                  | 695.000  |

Hauptartikel: Bryan Adams/Auszeichnungen für Musikverkäufe

## Coverversionen
- 1992: En-Rage
- 2003: Novaspace
- 2009: Bananarama
- 2016: Sonata Arctica